# Нови Редестос
Нови Редестос (грч. Νέα Ραιδεστός, Неа Редестос) је насељено место у општини Седес у периферији Средишња Македонија, Грчка. Према попису из 2021. године било је 3.672 становника.
Према бугарском географу и историчару, Василу Канчову, у Новом Редестосу је 1900. године живело 80 Грка. До 1924. године насељена је 171 грчка избегличка породица из Текирдага (Редестос) у Турској, укупно 702 особе. На попису из 1928. године Нови Редестос је имао 707 становника. Село се раније звало Маџаридес.